# Debt (film)
Pour les articles homonymes, voir Debt.
Pour plus de détails, voir Fiche technique et Distribution.
Debt est un film muet américain réalisé par Harry Solter et sorti en 1910.

## Fiche technique
- Réalisation : Harry Solter
- Producteur: Carl Laemmle
- Pays de production :  États-Unis
- Date de sortie : États-Unis : 19 septembre 1910

## Distribution
- Florence Lawrence
- King Baggot